# Josef Novotný (volejbalista)
Josef Novotný (* 29. března 1956 Hradec Králové) je bývalý český volejbalista, který reprezentoval Československo. S jeho reprezentací získal stříbrnou medaili na mistrovství Evropy v roce 1985. Má též bronz ze Světového poháru v roce 1985. Zúčastnil se třech světových šampionátů (1978 – 5. místo, 1982 – 9. místo, 1986 – 8. místo) a pěti dalších evropských (1977 – 6. místo, 1979 – 6. místo, 1981 – 4. místo, 1983 – 5. místo, 1987 – 6. místo). Hrál rovněž na olympijském turnaji v Moskvě roku 1980 (8. místo). Má též stříbro z mistrovství Evropy juniorů v roce 1975 a z univerziády konané roku 1977. Za národní tým nastupoval v letech 1976–1987. Hrál za kluby VŽKG Ostrava, ČH Bratislava, RH Praha, Risveglio 2000 Cervia, SC Charlotenburg Berlin a TUS Kriftel. Je šestinásobným mistrem Československa, tři tituly získal v Bratislavě (1978, 1979, 1981), další tři přidal s RH Praha (1984, 1985, 1986). V roce 1992 se krátce věnoval plážovému volejbalu a se svým spoluhráčem z Kriftelu Christianem Thiemanem se stali v této disciplíně mistry Německa. V dresu ČH Bratislava prožil i výjimečná evropská tažení – získal s ním Pohár mistrů evropských zemí 1979 i Pohár vítězů pohárů 1981. Čtyřikrát byl vyhlášen nejlepším československým volejbalistou roku (1978, 1980, 1983, 1984). Roku 1985 obdržel titul zasloužilý mistr sportu, roku 1999 byl uveden do české volejbalové síně slávy. Po skončení hráčské kariéry se věnoval trénování (vedl VBC Gelterkinden, SmAesch Pfeffingen, TV Amriswill, ženský oddíl VC Kanti Schaffhausen, ČZU Praha, VK Nové Mesto nad Váhom, ženský oddíl VK Senica). Věnoval se též podnikání. Oba jeho synové, Marek Novotný i Martin Novotný, se stali rovněž úspěšnými volejbalisty.